# Vittorio Erspamer

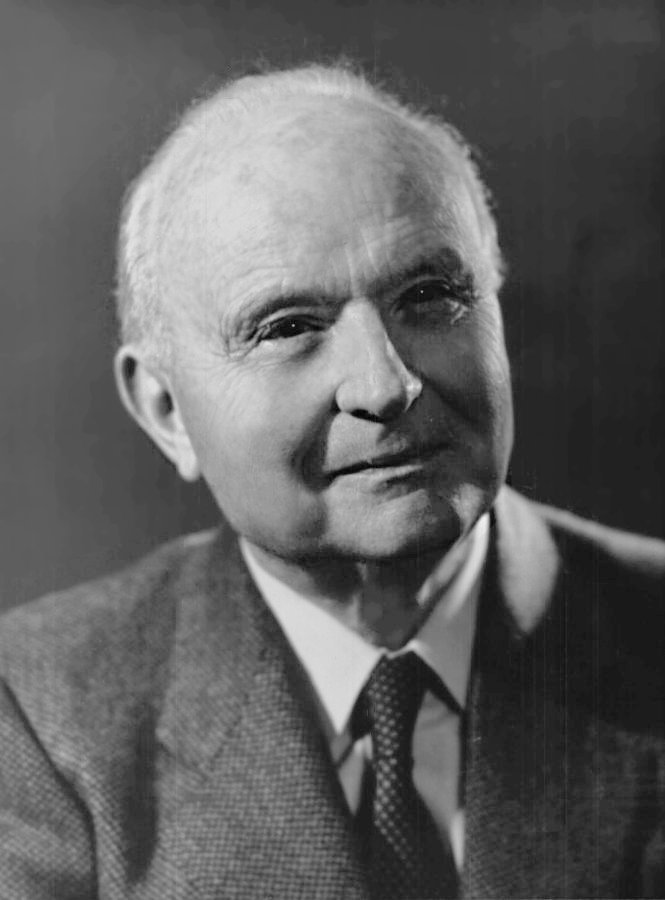
Vittorio Erspamer

Vittorio Erspamer (Malosco, 30 luglio 1909 – Roma, 25 ottobre 1999) è stato un farmacologo italiano.

## Biografia
Frequentò le scuole medie al Collegio Vescovile di Trento e l'università a Pavia, dove fu convittore del Collegio Ghislieri. Cominciò a occuparsi dello studio dei neurotrasmettitori già da studente e si laureò in Medicina e Chirurgia, sotto la guida di Maffo Vialli, nel 1935 con una tesi dal titolo Il sistema delle cellule enterocromaffini nei vertebrati.
La tesi di laurea fu l'inizio di una proficua attività di ricerca che lo portò a isolare dagli anfibi oltre un centinaio di neurotrasmettitori, fra cui la serotonina (5-HT) e l'octopamina. Erspamer isolò la 5-HT nel 1935 nella mucosa intestinale di rana, chiamandola "enteramina". Il nome "serotonina" le venne dato quando la 5-HT fu individuata nell'uomo, tra il 1948 e il 1949, da Rapport. Tuttavia, nel 1952, è ancora Erspamer a caratterizzarne la struttura indolica. Nell'ambito dello stesso filone si rese protagonista dell'isolamento di peptidi neuromediatori e neuromodulatori: della ceruleina, delle tachichinine, della sauvagina, della bombesina, delle dermorfine e delle deltorfine. tanto da pubblicare"The brain-gut-skin triangle: new peptides" by Erspamer V, Melchiorri P, Broccardo M, Erspamer GF, Falaschi P, Improta G, Negri L, Renda T. (1981) in: Peptides 2, Suppl. 2, 7 – 16).
L'impatto scientifico di questo lavoro pionieristico, che aprì la strada a importanti scoperte nell'organismo umano, fu descritto da Viktor Mutt, del Karolinska Institute, come l'analogo della scoperta di un continente nuovo e inesplorato:
(Viktor Mutt)
Nel 1936 vinse una borsa di studio all'Università di Berlino. Tornato a Pavia, nel 1955 si trasferì all'Università di Parma e nel 1967 all'Università di Roma, dove diresse l'Istituto di Farmacologia fondato dal Prof. Pietro Di Mattei che lo ha sempre sostenuto fin dall'inizio della sua carriera scientifica chiamandolo presso la Cattedra di farmacologia che dirigeva presso l'Università degli Studi di Roma "La Sapienza".
L'Istituto di Farmacologia Medica, fondato e voluto dal professor Pietro di Mattei nel 1962 (vedi targa marmorea all'interno dell'Istituto di Farmacologia di Roma "La Sapienza"), è stato intitolato al suo nome.
Continuò l'attività di ricerca anche dopo l'età del pensionamento: nel 1984 divenne infatti professore emerito, ma proseguì le ricerche sui neurotrasmettitori correlati al controllo delle sensazioni dolorifiche.
La sua ricerca lo portò a viaggiare in terre lontane, alla ricerca di specie di anfibi o rettili. Profondo conoscitore anche della botanica, Erspamer esplorò con le sue ricerche anche il regno vegetale.
Nel 1954 ricevette dall'Accademia dei Lincei il Premio Feltrinelli per la Medicina.
Fu tra i soci dell'Accademia dei XL. Dal 1974 fu socio nazionale dell'Accademia nazionale dei Lincei
Risultò per due volte tra i candidati al premio Nobel per la medicina.

## Scritti
- 1933
  -  Dott Maffo Vialli e Vittorio Erspamer, Cellule enterocromaffini e cellule basigranulose acidofile nei Vertebrati, in Zeitschrift für Zellforschung und Mikroskopische Anatomie, vol. 19, n. 4, 1º dicembre 1933,  pp. 743-773, DOI:10.1007/BF02450276. URL consultato il 7 marzo 2016.
- 1937
  - M. Vialli e V. Erspamer, "Ricerche sul secreto delle cellule enterocromaffini", Cell and Tissue Research, 27(1, January): 81-99, 1937, ISSN 0302-766X (Print), 1432-0878 (Online) [collegamento interrotto];
  - V. Erspamer, "Ricerche morfologiche ed istochimiche sui lipidi delle vie biliari nei Mammiferi", Cell and Tissue Research, 26(1, March): 202-238, 1937, ISSN 0302-766X (Print) 1432-0878 (Online), [collegamento interrotto];
- 1948
  -  V. Erspamer, Active Substances in the Posterior Salivary Glands of Octopoda. II. Tyramine and Octopamine (Oxyoctopamine)., in Acta Pharmacologica et Toxicologica, vol. 4, n. 3-4, 2009,  pp. 224-247, DOI:10.1111/j.1600-0773.1948.tb03345.x. URL consultato il 7 marzo 2016.
- 1950
  - V. Erspamer, G. Boretti, "Identification of enteramine and enteramine- related substances in extracts of posterior salivary glands of octopus vulgaris by paper chromatography", Experientia, 6(9, : 344, 1950;
- 1952
  - V. Erspamer, G. Falconieri, "Papierchromatographische Untersuchungen ueber die Hydroxyphenylalkylamine der Gestenkeimlinge",  Naturwisssenschaften, 18, 1952, 431-2;
- 1953 
  - (EN) Vittorio Erspamer e Biagio Asero, Isolation of Enteramine from Extracts of Posterior Salivary Glands of Octopus Vulgaris and of Discoglossus Pictus Skin, in Journal of Biological Chemistry, vol. 200, n. 1, 1º gennaio 1953,  pp. 311-318. URL consultato il 10 marzo 2016.
- 1955
  - V. Erspamer, A. Anastasi, "Polypeptides active on plain muscle in the amphibian skin", Hypotensive Peptides, ed. E. G. Erdos, N. Back, Federigo Sicuteri, Springler Verlag, New York 1955, pp. 63–75 e 76-85;
- 1962
  - V. Erspamer, G. Bertaccini, J.M.Cei, "Occurence of bradykinin, like substances in the amphibian skin",  Experientia, 18 / 563, 1962, 163-6;
  - V. Erspamer, G. Falconieri Erspamer, "Pharmacological actions of eledoisin on extravascular smooth muscle",  British Journal of Pharmacology and Chemotherapy, 19 / 2, 1962, 337-354;
- 1963
  - V. Erspamer, A. Glaesser, "The action on eledoisin on the systemic arterial blood pressure of some experimental animals",  British Journal of Pharmacology and Chemotherapy, 20 / 3, 1963, 516-527;
- 1966
  - A. Anastasi, G. Bertaccini, V. Erspamer, "Pharmacological data on phyllokinin, bradykinyl, isoleucyl, tyrosin 0-sulphate, and bradykinyl-isoleucyl-tyrosine",  British Journal of Pharmacology and Chemotherapy, 27 / 3, 1966, 479-485;
- 1972
  - V. Erspamer, G. Falconieri Erspamer, M. Inselvini, L. Negri, "Occurence of bombesin and alytesin in extracts of the skin of three european discoglossid frogs and phrmacological actions of bombesin on extravascular smooth muscle", British Journal of Pharmacology and Chemotherapy, 45 / 2, 1972, 333-348;
- 1975
  - M. Broccardo, G. Falconieri Erspamer, P. Melchiorri, L. Negri, R. De Castiglione, "Relative potency of bombesin-like peptides",  British Journal of Pharmacology, 55, 1975, 221-227;
  - V. Erspamer, L. Negri, G. Falconieri Erspamer, R. Endean, "Uperolein and other active peptides in the skin of the australian leptodactylid frogs uperoleia and taudactylus",  Naunyn-Schmiedeberg's Arch. Pharmacolol., 289, 1975, 41-45;
  - R. Endean, V. Erspamer, G. Falconieri Erspamer, G. Improta, P. Melchiorri, L. Negri, N. Sopranzi, "Parallel bioassay of bombesin and litorin, a bombesin-like peptide from the skin of litoria aurea",  British Journal of Pharmacology, 55, 1975, 213-219;
- 1977
  - P. Montecucchi, G. Falconieri Erspamer, J. Visser, "Occurence of Asn, Leu, caerulein in the skin of the African frog Hylambates maculatus", Experientia, 33, 1977, pp. 1138–1139;
- 1979
  - G. Falconieri Erspamer, T. Nakajima, T. Yasuhara, "Pharmacological data on crinia-angiotensin II",  J. Pharm. Pharmacol., 31, 1979, 720;
  - T. Nakajima, T. Yasuhara, G. Falconieri, V. Erspamer, J. Visse, "Occurence of Hyp-bradykinin in methanol extracts of the skin of the south Africa leptodactylid frog Heleophryne purcelli", Experientia, 35, 1979, 1133;
  - V. Erspamer, G. Falconieri Erspamer, P. Melchiorri, L. Negri, "Occurence and polymorphism of bombesin-like peptides in the gastrointestinal tract of birds and mammals", Gut 20, 1979, 1047-1056;
  - V. Erspamer, P. Melchiorri, T. Nakajima, T. Yasuhara, R. Endean, "Amino acid composition and sequence of crinia-angiotensis, an angiotensis II-like endecapeptide from the skin of the australian frog Crinia georgiana",  Experientia, 35, 1979, 1132.
- 1981
  - M. Broccardo, V. Erspamer, G. Falconieri Erspamer, G. Improta, G. Linari, P. Melchiorri, P.C. Montecucchi, "Pharmacological data on dermorphins, a new class of potent peptides from amphibian skin",  Br. J. Pharmac., 73, 1981, 625-631;
  - P.C. Montecucchi, R. De Castiglione, S. Piani, L. Gozzini, V. Erspamer, "Amino acid composition and sequence of dermorphin, a novel opiate-like peptide from the skin of Phyllomedusa Sauvagei",  Int. J. Peptide Protein Res., 17, 1981, pp. 275–283;
  -  Vittorio Erspamer, Pietro Melchiorri, Maria Broccardo, Giuliana Falconieri Erspamer, Paolo Falaschi, Giovanna Improta, The brain-gut-skin triangle: New peptides, in Peptides, vol. 2, 1981,  pp. 7-16, DOI:10.1016/0196-9781(81)90003-6. URL consultato il 10 marzo 2016.
- 1983
  - T. Yasuhara, T. Nakajima, K. Nokihara, C. Yanaihara, N. Yahaihara, V. Erspamer, G. F. Erspamer, "Two new frog skin peptides, phyllolitorins, of the bombesin-ranatensin family from Phyllomedusa sauvagei",  Biomedical Research, 4, 1983, 407-412;
- 1984 
  - G. Falconieri Erspamer, G. Mazzanti, G. Farruggia, T. Nakajima, N. Yanaihara, "Parallel bioassay of litorin and phylloritons on smooth muscle preparations", Peptides, vol. 5, Anckho International Inc. 1984, pp. 765–768;
- 1989 
  - G. Kreil, D. Barra, M. Simmaco, V. Erspamer, G. Falconieri, Erspamer, L. Negri, C. Severini, R. Corsi, P. Melchiorri, "Deltorphin, a novel amphibian skin peptide with high selectivity and affinity for delta opoid receptors",  European Journal of Pharmacology, 162, 1989, 123-128
- 1997
  - (EN) Anna Fiori, Patrizia Cardelli e Lucia Negri, Deltorphin transport across the blood–brain barrier, in Proceedings of the National Academy of Sciences, vol. 94, n. 17, 19 agosto 1997,  pp. 9469-9474. URL consultato il 9 marzo 2016.
- 2002
  - (EN) Cinzia Severini, Giovanna Improta e Giuliana Falconieri-Erspamer, The Tachykinin Peptide Family, in Pharmacological Reviews, vol. 54, n. 2, 1º giugno 2002,  pp. 285-322. URL consultato l'8 marzo 2016.